# Регби в Пакистане
Регби в Пакистане является одним из развивающихся видов спорта, серьёзно уступающим по популярности хоккею на траве и крикету. Управление регби в стране осуществляет Пакистанский регбийный союз, основанный и вошедший в Регби Азии в 2000 году, ставший членом IRB в ноябре 2003 года. Союз отвечает за организацию турниров по регби в регионах и открытие детских школ.

## История

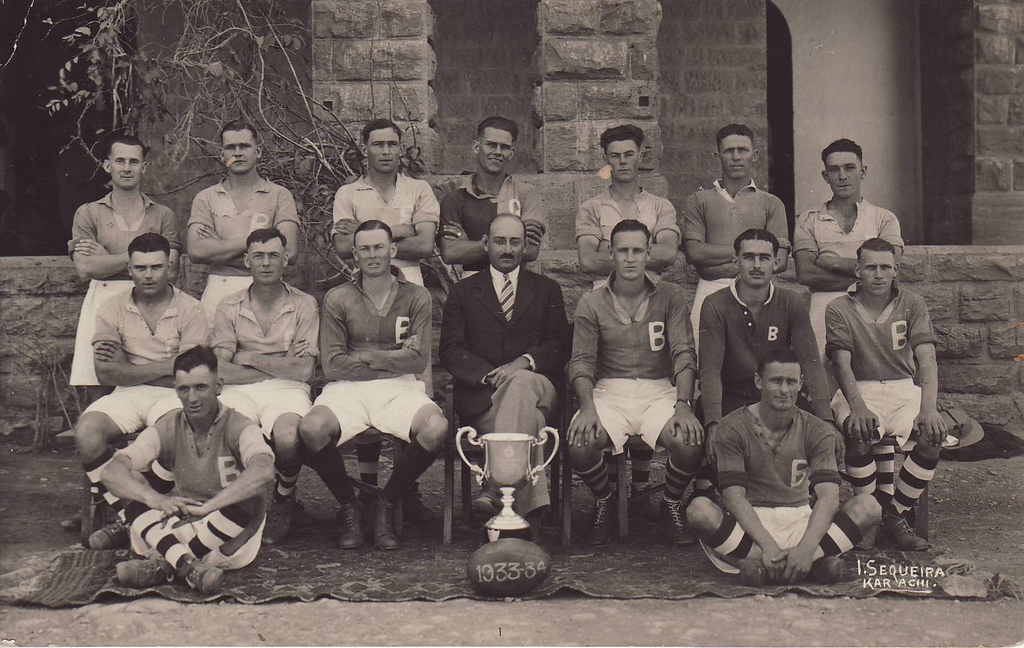
Регбийная команда в Карачи, 1934

Регбийный союз Карачи был основан в 1926 году, что стало отправной точкой в истории пакистанского регби. Игра была популярна среди иностранцев, а регбийный союз Карачи вплоть до признания независимости Пакистана участвовал в чемпионате Индии среди любителей. Первые записи о пакистанских регбистах датируются 1950-ми: 2 июля 1955 года на стадионе Ниаз победу над командой «Читтагонг», составленной из европейцев, одержал клуб «Ист Пакистан Райфлз», составленный из коренных пакистанцев и ведомый тренером Дж. М. Рием (англ. J. M. Reay.
В 1960-е годы из страны уехали многие иностранцы, а в Индию стали переезжать намного реже, поэтому клуб «Ист Пакистан Райфлз» занимался уже матчами с командами британских ВМС: порт Карачи стал крупнейшим портом страны. В 1968—1969 годах в клуб были приняты новые местные игроки, что давало надежду на развитие регби, однако к середине 1970-х годов в Карачи стали реже заходить корабли, и популярность регби снизилась. Из-за сокращения финансирования регбийный союз Карачи уже не обладал широким выборов команд для проведения матчей. В 1990-е годы местные жители возродили игру с помощью игроков из Лахора и Карачи, помощи зарубежных посольств, различных комиссий и банков. В Исламабаде был образован регбийный клуб в 1992 году, также появился и клуб «Лахор», ставший принципиальным противником исламабадцев в регби. Благодаря команде из Карачи в стране стал проводиться также и чемпионат по регби-7 по круговой системе.
В 2003 году была созвана сборная Пакистана по регби, дебютировавшая на турнире в Шри-Ланке, где играла и Индия. Пакистан в настоящее время участвует в турнире Дивизиона 3 зоны «Центр» чемпионата Азии. Среди известнейших игроков сборной выделяется Даниэль Мусса — пакистанец, родившийся в Джалалабаде и проживавший долгое время в Шотландии, стал капитаном команды в 2010 году.